# Mauritz Johansson
Mauritz Johansson (Fritzing), född 19 mars 1881 i Bottnaryd, död 7 oktober 1966 i Lidingö, var en svensk sportskytt som deltog i olympiska sommarspelen 1924 i Paris. Där ingick han i de svenska hjortskyttelag som vann silver och brons i tävlingarna i enkelskott respektive dubbelskott.
Han är begravd på Lidingö kyrkogård.